# Cefalexina
A cefalexina é um antibiótico que pode tratar uma série de infecções bacterianas. Ela mata bactérias gram-positivas e algumas bactérias gram-negativas, perturbando o crescimento da parede celular bacteriana. Cefalexina é um antibiotico β-lactâmico dentro da classe da primeira geração de cefalosporinas. Funciona de forma semelhante a outros agentes dentro desta classe, incluindo a cefazolina intravenosa, mas pode ser tomada por via oral.
A cefalexina pode tratar certas infecções bacterianas, incluindo aquelas do ouvido médio, ósseas e articulares, pele, e do trato urinário. Ela também pode ser usada para certos tipos de pneumonia, infecções na garganta, e para prevenir a endocardite bacteriana. Não é eficaz contra infecções causadas por Staphylococcus aureus resistentes à meticilina  (MRSA), Enterococcus, ou Pseudomonas. Tal como outros antibióticos, a cefalexina não pode tratar infecções virais, como a gripe, um resfriado comum ou a bronquite aguda. Ela pode ser usada em quem tem alergia ligeira ou moderada a penicilina. No entanto, não é recomendada em pacientes com alergias graves a penicilina.
Efeitos colaterais comuns incluem dores de estômago e diarreia. Uma reação alérgica e infecção por Clostridium difficile, um tipo de diarreia, também é possível. Atualmente, nenhuma evidência de danos para o bebê foi encontrado quando utilizado durante a gravidez ou a amamentação, podendo ser usada também em crianças e indivíduos com mais de 65 anos de idade. Aqueles com problemas renais podem necessitar de uma redução na dose.
Em 2012, a cefalexina foi um dos 100 medicamentos mais prescritos nos Estados Unidos. No Canadá, foi o 5º antibiótico utilizado mais comum em 2013. Na Austrália, é uma das 15 medicações mais prescritas. A cefalexina foi desenvolvida em 1967 e comercializada pela primeira vez em 1969 e 1970, sob os nomes de Keflex e Ceporex, entre outros. Versões de medicamento genérico estão disponíveis sob vários nomes comerciais e são baratos. Está na lista da Lista de Medicamentos Essenciais da Organização Mundial da Saúdes, os medicamentos mais eficazes, seguros e necessários em um sistema de saúde.

## História
Em 2012, a cefalexina foi um dos 100 medicamentos mais prescritos nos Estados Unidos. No Canadá, foi o 5º antibiótico mais comum utilizado em 2013. É um dos 15 medicamentos mais comuns e prescritos na Austrália. A cefalexina foi desenvolvida em 1967, e comercializada pela primeira vez em 1969 e 1970, por várias empresas, inclusive a Glaxo Wellcome e a Eli Lilly and Company, sob as denominações Keflex e Ceporex, entre outras. As versões genéricas do medicamento estão disponíveis sob vários nomes comerciais e a baixo custo. A cefalexina encontra-se inscrita na Lista Modelo de Medicamentos Essenciais da OMS, os medicamentos mais importantes necessários no sistema de saúde.

## Indicações
A cefalexina é utilizada nas infecções provocadas por microrganismos gram + e gram - susceptíveis, como por exemplo infecções urinárias, faringites, sinusites, infecções respiratórias, infecções da pele, otites, infecções dentárias e tecidos moles e amigdalites, obviamente todas infecções de origem bacteriana, pois o medicamento não possui qualquer ação contra vírus.
Nota: esta cefalosporina tem pouca atividade sobre a Haemophilus influenzae e Pseudomonas aeruginosa.
Seu principal uso é como antibioticoprofilaxia em cirurgia, sendo eficaz na redução da ocorrência de infecção de ferida operatória, se administrado até 48 horas antes da operação. Tem atuação contra Staphylococcus aureus produtores de penicilinase, mas não contra os oxacilina-resistentes.
Não podem ser usada no tratamento de meningites pois não atravessam a barreira hematoencefálica.
A cefalexina pode tratar algumas infecções bacterianas, designadamente otite média, osteomielite e artrite séptica, e infecções do trato urinário. O antibiótico pode também ser utilizado para certos tipos de pneumonia, faringite estreptocócica, e prevenir a endocardite bacteriana. A cefalexina não é eficaz contra infecções causadas pelas bactérias Staphylococcus aureus resistente à meticilina (SARM), Enterococcus ou Pseudomonas. Assim como outros antibióticos, a cefalexina não protege contra infecções virais, como a gripe, constipação ou bronquite aguda. A cefalexina pode ser utilizada por quem tenha alergia ligeira ou moderada à penicilina, no entanto, não é recomendada a pacientes com alergia severa a essa substância antibiótica.
Uso durante gravidez e lactação
A cefalexina é classificada como categoria B do FDA. Embora não tenham sido realizados estudos adequados e bem controlados especificamente em mulheres grávidas, estudos em animais com camundongos e ratos não mostraram nenhuma evidência de prejuízos à fertilidade ou danos ao feto.
Na Australlia é classificada como categoria A pelo TGA. Medicamentos que foram utilizados por um grande número de mulheres grávidas e mulheres em idade fértil sem aumento comprovado na frequência de malformações ou outros efeitos nocivos diretos ou indiretos sobre o feto ter sido observado.

## Farmacocinética
A cefalexina é absorvida de forma rápida no trato gastro-intestinal. Atravessa a barreira placentária e aparece em pequenas doses no leite materno. Pode ser eliminada através de hemodiálise em caso de superdose.

## Mecanismo de ação
Lise da parede bacteriana. Ela interrompe a síntese do peptidoglicano, ou seja, inibe a ação da enzima envolvida na transpeptidação, responsável pela ligação entre as cadeias de tetrapeptídeos do peptidoglicano;.
com isso, não se formam as ligações entre tais cadeias, e ocorre a lise na parede celular da bactéria.
O mecanismo de ação desses agentes é igual ao das penicilinas – interferência com a síntese do peptidioglicano, após a ligação às proteínas ligadoras dos antibióticos beta
lactâmicos, levando à quebra da parede celular bacteriana.

## Reações adversas
Os efeitos adversos do medicamento são raros, embora possa ocorrer:
- Aparelho digestivo - náuseas, vômitos e diarreia sobretudo com doses elevadas.
- Sangue - eosinofilia, agranulocitose e trombocitopenia ocorrem raramente.
- Fígado - alterações das enzimas hepáticas e icterícia colestática (raro).
- hipersensibilidade - pode provocar reações de hipersensibilidade caracterizadas geralmente por erupções cutâneas, urticária, prurido, artralgias e por vezes, embora raramente, reações anafilácticas.

Nota: Cerca de 10% dos doentes com hipersensibilidade às penicilinas desenvolvem também reações de hipersensibilidade às cefalosporinas.
- Hemorragias - as cefalosporinas que na sua fórmula molecular contêm o grupo químico tetrazoltiometil aumentam o risco de desenvolvimento de efeitos hemorrágicos (hipoprotrombinemia) e reações tipo dissulfiram.

Os efeitos colaterais mais comuns incluem dores de estômago e diarreia. É possível que provoque reação alérgica e infecção pela bactéria Clostridium difficile, que libera uma toxina, responsável pela diarreia.  Até à data, não existem evidências de que seja prejudicial para o bebê quando utilizado durante a gravidez ou a amamentação.  Pode ser tomada por crianças e adultos com mais de 65 anos de idade. Para quem tiver problemas renais poderá ser necessário reduzir a dose.

## Contra indicações e precauções
- Em doentes com história de hipersensibilidade às penicilinas ou cefalosporinas[4][28]
- Em doentes com insuficiência renal, deve ser reduzida a posologia a critério médico.[4][25]
- Em doentes com porfiria.[4]
- Mulheres que amamentam.[4]
- Pode ainda interferir em alguns exames laboratoriais com a prova de Coombs, glicose na urina e tempo de protrombina.[31]

## Interações medicamentosas
- Não pode ser administrada concomitantemente com aminoglicosídeos.[28]
- Não pode ser administrada concomitantemente com anticoagulantes, heparina e agentes trombolíticos pela interferência na síntese de vitamina K.[31]
- Não pode ser administrada concomitantemente com probenecida, pois prolonga as concentrações séricas de cefalexina.